# Breathing (Kate Bush)
Breathing is een single van singer-songwriter Kate Bush en dateert uit 1980. Het nummer is afkomstig van haar derde studioalbum getiteld Never for ever.

## Achtergrond
Breathing werd in april van 1980 uitgebracht als eerste single van het album Never for ever. Het lied piekte op de 16e plaats in de UK singles chart, op de 25e plaats in de Belgische Top 30 en op de 44ste plaats in de Nederlandse Single top 100.
Breathing verhaalt over een foetus die zich goed bewust is van wat er zich buiten de baarmoeder afspeelt. Het ongeboren kind is bang voor kernneerslag, wat impliceert dat het lied zich afspeelt tijdens een atoomoorlog of een post-apocalyptische tijdperk. Eveneens absorbeert het kind hoeveelheden nicotine. In de brug van het lied worden de gevolgen van een kernexplosie en  de paddenstoelwolk beschreven.
De B-kant was The empty bullring, eveneens geschreven door Bush.